# 馬濟時
馬濟時 OA • ComA • GOI （1915年—1986年1月14日），葡萄牙陸軍軍官、澳門總督(1959-1962)和民族拯救軍政府成員、政治人物。
馬濟時在1940年進入葡萄牙軍事學院學習工兵課程。二戰期間，他隨所在的陸軍前往亞速群島，1941年至1944年期間都駐紮在聖米格爾島上。戰後，曾被派往葡屬印度。
1959年，馬濟時被葡萄牙政府任命為澳門總督。1961年，馬濟時向葡國政府建議，將澳門定位為「恆久性的博彩區」，獲得葡國政府的允許。他在1962年離任。
1974年4月，馬濟時參加康乃馨革命，推翻葡萄牙第二共和國，並成為民族拯救軍政府成員之一。

## 以他命名的事物
- 馬濟時總督大馬路 (Avenida do Governador Jaime Silvério Marques)